# Gaëlle Thalmann
Gaëlle Thalmann Bulle, 18 januari 1986) is een Zwitsers voormalig profvoetbalspeelster. Zij speelde als doelverdediger voor diverse clubs en het Zwitserse nationale elftal. In 2023 maakte Thalmann een einde aan haar profcarrière.
In seizoen 2012/13 werd zij met Sassar Torres landskampioen van Italië, en won ze de Super Cup.

## Statistieken
| Seizoen | Club               | Land      | Competitie   | Wedstrijden | Doelpunten |
| ------- | ------------------ | --------- | ------------ | ----------- | ---------- |
| 2009/10 | Hamburger SV       | Duitsland | Bundesliga   | 3           | 0          |
| 2009/10 | Hamburger SV II    | Duitsland | 2.Bundesliga | 1           | 0          |
| 2011/12 | Lokomotive Leipzig | Duitsland | Bundesliga   | 2           | 0          |
| 2012/13 | Sassari Torres     | Italië    | SAW          | 21          | 0          |
| 2013/14 | Sassari Torres     | Italië    | SAW          | 23          | 0          |
| 2014/15 | MSV Duisburg       | Duitsland | Bundesliga   | 8           | 0          |
| 2015/16 | Fiorentina         | Italië    | SAW          | 9           | 0          |
| 2016/17 | Hellas Verona      | Italië    | SAW          | 20          | 0          |
| 2017/18 | Atalanta           | Italië    | SAW          | 20          | 0          |
| 2018/19 | Sassuolo           | Italië    | SAW          | 21          | 0          |
| 2021/22 | Real Betis Féminas | Spanje    | PDF          | 27          | 0          |
| 2022/23 | Real Betis Féminas | Spanje    | PDF          | 18          | 0          |
| Totaal  | Totaal             | Totaal    | Totaal       | 128         | 0          |

Laatste update: 23 januari 2025

## Interlandcarrière
In 2007 debuteerde Thalmann in het Zwitsers voetbalelftal.

## Privé
Thalmann heeft een Italiaanse moeder, en een Frans sprekende vader.
Thalmann studeerde Geschiedenis en Germanistiek aan de Potsdamer Universität.